# L'Équipe
Pour la chaîne de télévision, voir L'Équipe (chaîne de télévision).
L’Équipe est un journal quotidien sportif français, propriété du Groupe Amaury. Créé le 28 février 1946 par Jacques Goddet pour succéder à L'Auto, L’Équipe est notamment à l'origine de la création de la prestigieuse Coupe d'Europe des clubs champions, et d'autres très grandes compétitions internationales toujours en vigueur. En 1903, son ancêtre L'Auto avait créé le prestigieux Tour de France. De grands journalistes sportifs tels que Pierre Chany, Gabriel Hanot ou l'écrivain Antoine Blondin ont contribué à la renommée de ce titre.
Au cours du temps, le journal se diversifie. À partir de 1980, L’Équipe propose deux suppléments : L'Équipe Magazine (hebdomadaire le samedi) devenu Le magazine L'Équipe depuis octobre 2016 et L'Équipe Sport&Style (mensuel le premier samedi de chaque mois).
La SNC L’Équipe possède également une chaîne d’informations sportives en continu depuis 1998 (L'Équipe TV puis L'Équipe 21 puis La chaîne L'Équipe) ainsi que plusieurs sites Internet (lequipe.fr, ilosport.fr, sportetstyle.fr).

## Historique

### Prémices de la presse sportive en France
À la fin du XIXe siècle, en France, la presse sportive quotidienne (alors consacrée en grande partie au cyclisme) est dominée par un titre, Le Vélo, fondé par Paul Rousseau en 1892. À compter de 1899, la prise de position de son rédacteur en chef, Pierre Giffard, dans l'affaire Dreyfus fait des vagues. Les fabricants de cycles et autres industriels de l'automobile (pour la plupart antidreyfusards) qui financent son journal par la publicité n'apprécient pas. En 1900, leur fer de lance, le comte de Dion, choisit Henri Desgrange pour lancer un journal concurrent, L'Auto-Vélo. Alors que Le Vélo est publié sur papier vert, Desgrange, en collaboration avec le gestionnaire Victor Goddet, choisit d'éditer le sien sur papier jaune (c'est la couleur qui donnera quelques années plus tard naissance au maillot jaune du Tour de France).

### L'Auto
Le premier numéro de L'Auto-Vélo sort le 16 octobre 1900. En 1903, la guerre entre Le Vélo et L'Auto-Vélo se poursuit. Le 16 janvier, de Dion perd un procès que lui intente Le Vélo et se trouve contraint d'abandonner le terme Vélo du titre de son journal, il le rebaptise alors simplement L'Auto. Outre ce changement de titre intervient l'arrivée de nouvelles publications sportives.
Desgrange, poussé par de Dion, doit alors rapidement trouver un moyen de contrer son principal concurrent. Son collaborateur Géo Lefèvre lui suggère d'organiser une course cycliste d'envergure : le tour de la France. Le 19 janvier 1903, L'Auto annonce la création de « la plus grande épreuve cycliste jamais organisée ». Ce sera le Tour de France.
L'idée profite aux ventes du journal. Affecté, Le Vélo cesse sa publication l'année suivante.
Après les aléas de la guerre de 1914, L'Auto atteint la prospérité. Les capitaux de L'Auto changent plusieurs fois de mains. La famille Goddet, majoritaire un temps, ne l'est plus lorsque la guerre éclate. Henri Desgrange meurt en 1940. L'occupant prend la main, laisse Jacques Goddet à la direction, mais utilise une rubrique d'informations générales pour sa propagande. À compter de 1943, la résistance y est notamment fustigée. Le 17 août 1944, L'Auto est frappé d’interdiction de parution.

### L'Équipe

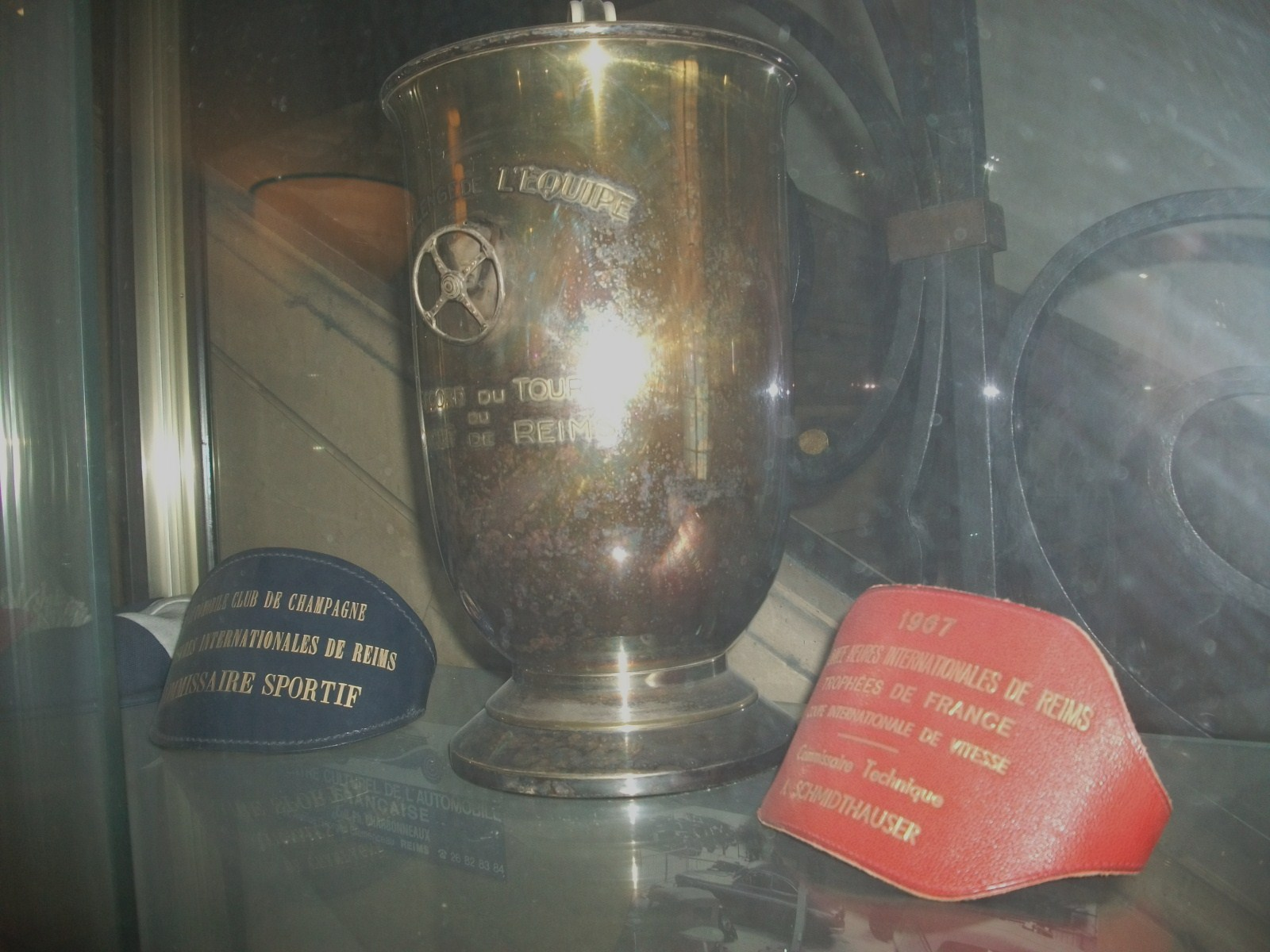
Coupe du challenge de L'Équipe pour le record du tour sur le Circuit de Reims-Gueux.

Jacques Goddet, directeur de L'Auto durant l'Occupation, excipe de ses relations avec la résistance pour réhabiliter le journal sous un autre titre. L’Équipe paraît à partir du 28 février 1946, trois fois par semaine, avec comme sous-titre : « le stade, l'air, la route ». Il devient quotidien le 8 avril 1946. En juin 1946, il absorbe son concurrent Élans, un autre quotidien sportif né en 1946, issu du journal Sport Libre paru dans la clandestinité pendant la Seconde Guerre mondiale et devenu bihebdomadaire en 1947 (sauf pendant le Tour de France), puis hebdomadaire, avant de disparaître à son tour en 1948.
Durant cette période, L'Équipe achète le journal officiel de la Fédération française de football (FFF), France Football, et le transforme en un hebdomadaire populaire.
L’Équipe et Le Parisien, déjà coorganisateurs du Tour de France, se rapprochent en 1956 pour le gérer ensemble. En 1959, sont créés les Cahiers de l'équipe (1959 à 2007). En 1964, intervient la fusion avec les Éditions Émilien Amaury, éditrices du Parisien libéré.
Depuis 1980, L'Équipe propose un supplément hebdomadaire tous les samedis : L’Équipe magazine. Il est complété depuis 2005 par un magazine lifestyle, Sport & Style. D’abord trimestriel, il devient mensuel en février 2011. De nombreuses figures du sport se sont retrouvées en couverture de Sport & Style, comme Thierry Henry, Roger Federer, Rafael Nadal ou encore Zinédine Zidane.
Depuis le 31 août 1998, il existe la version TV de L’Équipe : L'Équipe TV, sous la direction de Jean Hornain.
Le 9 juin 2000 est lancé le site lequipe.fr.
Après la disparition de Philippe Amaury en 2006, le groupe est repris en main par son épouse, Marie-Odile, et leurs enfants. L’Équipe rachète en 2006 le mensuel gratuit Journal du golf.
En plus de son site Internet lequipe.fr, L’Équipe crée début 2007 un autre site spécialement destiné aux jeunes : lequipejunior.fr, avec parution tous les mercredis et samedis jusqu'au 20 décembre 2008.
En octobre 2007, L'Équipe crée la radio web RTL-L'Équipe. Cette radio naît de la collaboration entre RTL, première radio de France et L’Équipe, premier quotidien sportif de France. Elle obtient le 26 mai 2009 l'autorisation d'émettre en numérique dans trois villes de France : Paris, Marseille et Nice. Le CSA prévoit cependant de diffuser une nouvelle liste de villes concernées par le projet de la radio numérique terrestre, l'équivalent radio de la TNT qui doit être mis en place au 1er janvier 2010. Teddy Riner, six fois champion du monde et d'Europe de judo, médaillé de bronze lors des Jeux olympiques de Pékin et champion olympique lors des Jeux de 2012 à Londres, est le parrain de la radio.
En novembre 2008, L’Équipe voit arriver deux concurrents pour la première fois depuis 1988 : Le 10 Sport (créé par Michel Moulin en partenariat avec NextRadioTV) et Aujourd'hui Sport (projet créé en réponse par le groupe Amaury). Mais le premier devient vite hebdomadaire et le second cesse rapidement de paraître.
En 2012, L'Équipe tente de profiter du phénomène pourtant fragile des mooks en lançant Hobo, un magazine trimestriel de photojournalisme avec une reliure plus large que haute dite « à l’italienne »,,. Les ventes sont médiocres, le magazine ne fait paraître finalement qu'un seul numéro.
Grâce au principe de protection des sources d'information des journalistes auquel est attachée la rédaction du journal, L'Équipe produit de nombreuses révélations importantes dans le monde du sport, avec plusieurs scoops du journaliste Damien Ressiot sur Lance Armstrong.
Le 18 septembre 2015, L'Équipe connaît une transformation avec un changement de format afin de relancer les ventes. Le quotidien paraît dorénavant au format tabloïd. Ce changement est accompagné d'une augmentation du nombre de pages et de la disparition du sous-titre « le quotidien du sport et de l'automobile » présent depuis la création du journal.
En 2018, grâce à la coupe du monde de football, le quotidien bat des records dans les kiosques et sur son site.
Le 11 octobre 2019, L'Équipe, associé depuis des années à RTL, annonce avoir signé un partenariat avec Radio France qui durera jusqu'en 2024.
Touché par la crise liée au Covid-19 et l'arrêt des compétitions sportives, L'Équipe doit faire face à une crise économique sans précédent. La direction de L'Équipe propose dans ce contexte un projet d'accord de performance collective qui est rejeté par les syndicats et les salariés. La direction de L'Équipe annonce le 30 juillet 2020 la mise en place d'un plan d'économie alternatif qui sera effectif début 2021.
À partir du 9 janvier 2021, les salariés de L'Équipe décident d'une grève massive qui s'étale sur plusieurs jours, afin de protester contre le plan d'économie prévu par la direction. Les salariés ont embrayé après l'annonce de la suppression de 36 postes au sein de la rédaction. Pour la première fois de son histoire, le quotidien sportif français subit une grève aussi longue et qui l'empêche de pouvoir éditer le journal. Le 14 janvier, Jean-Étienne Amaury, le directeur général du Groupe Amaury, répond aux salariés que le mouvement de grève est « en complet décalage avec la réalité économique de l'entreprise ».
Le 18 janvier 2021, après une contre-proposition de la direction qui propose d'ouvrir un plan de départs volontaires plutôt que de supprimer des postes, l'inter-syndicale représentant les salariés annonce la reconduction de la grève, pour le onzième jour consécutif. Au total, 15 jours de grève sont observés et le quotidien ne paraît de nouveau que le 23 janvier 2021. La reparution est décidée par les salariés malgré la volonté de poursuite du mouvement de contestation, qui se met simplement en pause, faute de satisfaction de la totalité des revendications.
Le 1er mars 2022, la cour d'appel de Paris condamne le quotidien sportif à indemniser son éphémère concurrent le 10 Sport, qui avait cessé de paraître à la suite de manœuvres anti-concurrentielles du journal de la famille Amaury.
Le 17 novembre 2023, le directeur général Laurent Prud'homme quitte ses fonctions pour rejoindre le club de foot de l'Olympique Lyonnais. Il est remplacé par Aurore Amaury, petite-fille du fondateur du groupe Amaury, propriétaire de L'Equipe afin d'assurer l'intérim. En mars 2024, Rolf Heinz est nommé directeur général du groupe L'Équipe et prend ses fonctions le 1er juin de la même année.

## Organisation

### Directeurs
- 1946-1984 : Jacques Goddet ;
- 1984-1993 : Jean-Pierre Courcol ;
- 1993-2002 : Paul Roussel ;
- 2003-2008 : Christophe Chenut ;
- 2008-2014 : François Morinière ;
- 2014-2015 : Philippe Carli ;
- 2015-2018 : Cyril Linette ;
- 2018-2020 : Jean-Louis Pelé ;
- 2020-2023 : Laurent Prud'homme ;
- 2023-2024 : Aurore Amaury ;
- Depuis 2024 : Rolf Heinz.

### Directeurs des rédactions
- 1946-1954 : Marcel Oger ;
- 1954-1970 : Gaston Meyer ;
- 1970-1980 : Édouard Seidler ;
- 1980-1987 : Robert Parienté ;
- 1987-1989 : Henri Garcia ;
- 1989-1990 : Noël Couëdel ;
- 1990-1992 : Gérard Ernault ;
- 1993-2003 : Jérôme Bureau ;
- 2003-2008 : Claude Droussent ;
- 2008-2009 : Remy Dessarts ;
- 2009-2015 : Fabrice Jouhaud ;
- 2015-2023 : Jérôme Cazadieu ;
- 2023-2025 : Lionel Dangoumau.
- 2025 - : Matthias Gurtler.

### Journalistes notables
- Gérard Ernault ;
- Jérôme Touboul ;
- Alain Lunzenfichter ;
- Georges Peeters ;
- Jacques Ferran ;
- Guy Lagorce ;
- Robert Parienté ;
- Geoffroy Garétier ;
- Thierry Bretagne ;
- Pierre Chany ;
- Gabriel Hanot ;
- Victor Sinet ;
- Henri Garcia ;
- Marcel Hansenne ;
- Denis Lalanne ;
- Jacques Carducci ;
- Jean-Philippe Réthacker ;
- Jacques Marchand ;
- Jacques Augendre ;
- Bernard Chenez ;
- Pierre Ballester ;
- Johnny Rives ;
- Christian Montaignac ;
- Pierre-Michel Bonnot ;
- Vincent Duluc ;
- Pierre Ménès ;
- Philippe Bouin ;
- Anne Giuntini ;
- Liliane Trévisan[27],[28] ;
- Jean-Michel Rouet ;
- Olivier Margot ;
- Philippe Brunel ;
- Philippe Bouvet ;
- Didier Braun ;
- Gérard Ejnès ;
- Max Urbini ;
- Antoine Blondin ;
- Serge Lang ;
- Damien Ressiot ;
- Bernard Chevallier ;
- Marc Chevrier.

## Unes célèbres
- 9 juillet 1982 : « Fabuleux ! » au lendemain de la défaite de l'Équipe de France de football face à l'Allemagne de l'Ouest (3-3, t.a.b 5-4) lors de la demi-finale de la Coupe du monde de football 1982. Il s'agit de l'une des rares unes positives du journal L'Équipe pour une défaite de l'équipe de France, la une ayant été décidée alors que les bleus mènent la rencontre pour des raisons d'impression[29].
- 6 juin 1983 : « Une étoile est née ! » : après la victoire de Yannick Noah dans le tournoi de Roland Garros[30].
- 30 mai 1985 : « Le Football assassiné » au lendemain du Drame du Heysel lors de la finale de Coupe d'Europe des clubs champions 1985 entre Liverpool et la Juventus[31].
- 22 juin 1986 : « Foot de bonheur » au lendemain de la victoire des Bleus face au Brésil en quart de finale de la Coupe du monde 1986 au Mexique lors de la séance de tirs au but (1-1, t.a.b. 5-4)[32].
- 24 juillet 1989 : « Inoubliable ! » après la victoire de Greg LeMond dans le Tour de France pour 8 secondes d'avance au classement général sur Laurent Fignon à l'issue du contre-la-montre final[33].
- 6 mai 1992 : « Et ce fut l'Horreur ! » à la suite de l'effondrement de la tribune provisoire du Stade Armand-Cesari en demi-finale de Coupe de France face à l'Olympique de Marseille[34].
- 27 mai 1993 : « Le jour de gloire » au lendemain de la victoire de l'Olympique de Marseille face à l'AC Milan en finale de la Ligue des Champions sur le score de 1-0 sur une tête de Basile Boli sur un corner qui sera la photo de la une du journal[35].
- 8 juin 1993 : « Il n'y avait pas essai ! »[36] trois jours après la finale polémique[37]  du championnat de France de rugby 1993, un document photo[38] réalisé par Tempsport montre que l'essai de Gary Whetton qui prive Grenoble du titre n'était pas valable car Franck Hueber avait au préalable bien aplati le ballon dans son en-but[39].
- 13 juillet 1998 : « Pour l'Éternité » au lendemain de la victoire de l'équipe de France de football face au Brésil (3-0) en finale de la Coupe du monde 1998. L'édition du journal L'Équipe est aussi la plus vendue[40].
- 3 juillet 2000 : « Monumental » au lendemain de la victoire de l'équipe de France de football face à l'Italie (2-1) en finale de l'Euro 2000. L'édition réalise la 2e meilleure vente de l'histoire du journal[41].
- 27 juillet 2012 : « Géant » à la veille du jour de l'ouverture des Jeux olympiques d'été de 2012 à Londres où la couverture est dédiée à Usain Bolt. Avec 96,5 cm de diagonale, deux fois plus long et deux fois plus large que d'habitude, il rend hommage aux « géants » de ces Jeux olympiques et fait par la même occasion son entrée dans le Livre Guinness des records[42].
- 14 novembre 2015 : « L'horreur» au lendemain des attentas de Paris qui ont fait 113 morts et plusieurs centaines de blessés. En plus du bataclan et de plusieurs terrasses de cafés, le Stade de France où jouaient les bleus, face à l’Allemagne a été pris pour cible. L’équipe choisi ainsi la sobriété avec le titre en lettre capitale blanche sur un fond noir uni. Le journal signe sa une la plus simple de l’histoire en voulant marquer l’événement et la tragédie de ces attentats.
- 16 juillet 2018 : « Un bonheur éternel » au lendemain de la victoire finale de l'équipe de France lors de la Coupe du monde 2018. Avec 1 115 200 exemplaires, il s'agit de la 3e meilleure vente dans l'histoire du journal après celles du 13 juillet 1998 (« Pour l'éternité ») et du 3 juillet 2000 (« Monumental »)[41].
- Le 16 juin 2021 : « Comme en 18 » à la suite de la victoire de la France face à l'Allemagne lors d'un match de l'Euro 2020 s'étant déroulé la veille[43],[44],[45]. Faisant référence à la victoire de la France lors de la Coupe du monde 2018, mais également à la Première Guerre mondiale (avec l'expression « comme en 14 ») et à l'armistice de 1918, la une du journal suscite la polémique[46],[47],[48],[49].
- Le 8 août 2021, L'Équipe se renomme Les Équipes pour célébrer les sports collectifs qui viennent de rapporter 2 médailles d'or aux Jeux Olympiques 2020 en handball et volley, et une médaille d'argent en basket[50].
- 3 août 2024 : « Le jour des gloires » célébrant les neuf nouvelles médailles pour la France aux Jeux Olympiques de Paris 2024 dont trois en or remportées par Teddy Riner (judo), Léon Marchand (natation), et le triplé historique en BMX Racing[51]. Ce journal fut diffusé à 313 000 exemplaires, un record depuis la Coupe du monde au Qatar en 2022[52].
- 1er juin 2025 : « Ici c'est paradis » au lendemain de la victoire du Paris Saint-Germain en finale de la Ligue des Champions face à l'Inter Milan.

## Diffusion
La diffusion France payée de L’Équipe. Sources : OJD,,.
| Titre               | 1999    | 2000    | 2001    | 2002    | 2003    | 2004    | 2005    | 2006    | 2007    | 2008    |
| ------------------- | ------- | ------- | ------- | ------- | ------- | ------- | ------- | ------- | ------- | ------- |
| Édition générale    | 386 189 | 386 601 | 455 598 | 321 153 | 339 627 | 369 428 | 365 654 | 365 411 | 327 168 | 298 949 |
| Édition du dimanche | –       | –       | –       | –       | –       | –       | –       | –       | –       | –       |
|                     | 2009    | 2010    | 2011    | 2012    | 2013    | 2014    | 2015    | 2016    | 2017    | 2018    |
| Édition générale    | 303 106 | 302 158 | 285 407 | 274 828 | 243 580 | 219 810 | 223 675 | 232 227 | 234 899 | 249 794 |
| Édition du dimanche | 321 251 | 306 333 | 283 321 | 258 137 | 233 219 | 219 389 | 227 626 | 220 342 | 220 663 | 244 612 |

Sur un numéro, le record contrôlé par l'OJD a été enregistré le 13 juillet 1998, au lendemain de la victoire des Bleus lors de la Coupe du monde de football : 1 645 907 exemplaires vendus, devant le numéro publié le 3 juillet 2000, au lendemain de la victoire des Bleus à l'Euro 2000 : 1 255 633 exemplaires vendus.
Longtemps quotidien français le plus lu, L'Équipe est dépassé par les journaux gratuits 20 minutes et Metro. En 2011, 2 759 000 personnes en France lisent 20 minutes chaque jour, contre 2 347 000 pour L'Équipe, selon la dernière Étude de la Presse d'Information Quotidienne (EPIQ) de TNS Sofres publiée en mars 2011.

## Site internet
Le site "L'Équipe interactif", lancé en 2010, est le premier site d'informations sportives français avec plus de 2,3 M de visiteurs uniques en mai 2007 et 230 M de pages vues[réf. nécessaire]. On y retrouve l'ensemble de l'information sportive en temps réel sous forme de textes, de photographies et de vidéos.
Toutes les disciplines sportives sont traitées et la base de données associée est composée de plus de 300 000 pages[réf. nécessaire].
Régulièrement le site propose des informations exclusives. Ainsi, l'annonce du dopage de Lance Armstrong, accompagnée des arguments et des premières réactions, y est lisible dès la veille au soir de ce scoop.
Depuis le 15 septembre 2016, L'Équipe ainsi que sept autres éditeurs de presse français (Paris Match, Melty, Cosmopolitan, Vice, Konbini et Tastemade) diffuse tous les jours des contenus exclusifs et une expérience visuelle inédite sur Discover, l'espace réservé aux médias de l'application Snapchat.
En 2020, le site fête ses 20 ans avec une série d'articles spéciaux.
Début 2024, L'Équipe compte 180 000 abonnés numériques.
En juin 2024 est lancée la chaîne numérique L'Équipe live foot avec plus de 400 matches diffusés en 2024. Réservée aux abonnés, elle retransmettra notamment la Copa America du 20 juin au 14 juillet.
Début 2025, L'Équipe compte 210 000 abonnés numériques.

## Trophées décernés parL'Équipe
- Challenge de la ville la plus sportive de France ;
- Champion des champions de L'Équipe (France et Monde).

## Résultats financiers
L’Équipe a réalisé en 2017 un chiffre d'affaires de 160 705 000 € avec une perte de 7 675 700 € et un effectif (moyen) de 478 collaborateurs.